# Scaphocalanus obtusifrons
Scaphocalanus obtusifrons är en kräftdjursart som först beskrevs av Georg Ossian Sars.  Scaphocalanus obtusifrons ingår i släktet Scaphocalanus och familjen Scolecitrichidae. Inga underarter finns listade i Catalogue of Life.